# Thomajörgbach
Der Thomajörgbach ist ein rund 600 Meter langer rechter Nebenfluss des Liebochbaches in der Steiermark. Er entspringt im Norden der Gemeinde Stiwoll und mündet in derselben Gemeinde, an der L350, in den Liebochbach.